# Budynek przy ul. Józefa Bema 128 w Toruniu
Budynek przy ul. Józefa Bema 128 w Toruniu – dawny budynek podstacji rozdzielczej Pomorskiej Elektrowni Krajowej „Gródek”, obecnie siedziba oddziału Energa-Operator w Toruniu. Podstacja mieściła się obok Elektrowni Miejskiej przy ul. Sienkiewicza. Została uruchomiona w 1923 roku. Po 1945 roku w budynku mieścił się Zakład Energetyczny i Okręgowy Inspektorat Gospodarki Energetycznej.  Budynek figuruje w gminnej ewidencji zabytków (nr 1145).